# ナベンバ・タワー
ナベンバ・タワー（Nabemba Tower）は別名エルフ・タワー（Elf Tower）としても知られるコンゴ共和国のブラザヴィルにある超高層オフィスビルである。高さ106 mあり30階建てでコンゴ共和国内では最も高い建築物である。タワーは国内で一番高い山であるナベンバ山に因んで命名された。タワーはフランスの石油会社であるエルフ・アキテーヌから資金を借用して建設された。
タワーは政府の5カ年計画によってジャン・マリー・ルグラン（Jean Marie Legrand）が設計をし、1983年から1986年の間に建設された。アフリカの自助開発の先駆けとなる新しい企業や商社や、ユネスコなどの様々な省庁や慈善団体の事務所などがタワー内に入居している。タワーはキンシャサのコンゴ川向かい、市街地の南の川沿いに位置している。
ナベンバ・タワーは1990年2月3日にドニ・サスヌゲソ大統領によって開所式が行われた。

## 技術データ
ナベンバ・タワーの形状は細長く、真ん中に向かって内側に曲がっていて凹んだシリンダーのような形をしている。タワーは形状の中核を形成している長方形の台座に基礎を置いている。外観はその狭い形状を強化するために、ガラスと軽量コンクリートでできた垂直線で構成されている。フロア構成は6階から27階までで、3つのコンクリートでできた円で構成されていて、中央にエレベーターや技術設備があり次に円形の回廊がある、そして最終的にこれら2つのリングは可動壁によってセグメントに分割されている事務所のある外輪に囲まれている。窓は密封されているけれども空調システムが冷却システムを介して冷えた空気を送り込み、ビル内の温度を調整している。3つある430kVAの発電機は市内でコンスタントに起こる停電時にビル内に電力を供給する。

## 批評
ナベンバ・タワーはコンゴ共和国の内戦のために1997年に深刻な被害を受けた。サスヌゲソ大統領が政権に戻ったとき、6,000,000ポンドの過剰なコストで再建され、それは初期建設費を超えた。
毎年、タワーのメンテナンスのみに3,000,000ポンド相当のコストがかかる。 -  この大変に貧しい国で。 地元の建築家ノルベルト・モビラ（Norbert Mbila）はナベンバ・タワーをこのように説明する。「威信から戦略的な建物が建設され、それは便利でも必要でもなく、多額のメンテナンスのコストが費やされてしまう」